# Rima Suess
La Rima Suess è una struttura geologica della superficie della Luna.